# عبدالرحمن علی
عبدالرحمن علی (انگلیسی: Abdurahman Ali؛ زادهٔ ۲ ژانویهٔ ۱۹۹۳) بازیکن فوتبال اهل امارات متحده عربی است.